# Clorinda Menguzzato
Clorinda Menguzzato, nota anche con lo pseudonimo di Veglia (Castello Tesino, 15 ottobre 1924 – Castello Tesino, 10 ottobre 1944), è stata una partigiana italiana, Medaglia d'oro al valor militare alla memoria.

## Biografia
Infermiera e staffetta partigiana, con il nome di battaglia di Garibaldina prima e Veglia poi, nel battaglione Gherlenda della Brigata Garibaldi "Antonio Gramsci" (Feltre) operante nel Trentino, partecipò alla conquista della caserma del Corpo di sicurezza trentino (CST, costituito nell'Alpenvorland arruolando 3200 giovani della provincia) di Castello Tesino, che portò alla cattura di 55 militari ed alcuni ufficiali tedeschi.
Fu catturata l'8 ottobre 1944 da una pattuglia del Corpo di sicurezza trentino, mentre si stava dirigendo insieme con il vicecomandante partigiano Gastone Velo "Nazzari" verso la località Zuna, dove i Menguzzato avevano una casa di campagna, per nascondersi in vista di un annunciato rastrellamento. Il giorno seguente Castello Tesino si trovò in stato d'assedio, circondato da circa cinquecento fra soldati e poliziotti del CST.
Una volta in mano ai nazisti, Veglia fu stuprata, fatta azzannare da cani feroci e torturata dal capitano delle SS Karl Julius Hegenbart e dai suoi assistenti perché rivelasse le basi della Resistenza.
Venne fucilata perché si rifiutò di tradire i propri compagni .

## Teatro
La storia di Clorinda Menguzzato, Veglia, insieme a quella di Ancilla Marighetto, Ora, sono state prese come spunto per lo spettacolo teatrale Ora Veglia, il silenzio e la neve, coprodotto da ariaTeatro e teatroBlu. Clorinda Menguzzato è stata interpretata per l'occasione dall'attrice friulana Chiara Benedetti. In occasione dello spettacolo è stata editata da Publistampa una pubblicazione con il medesimo titolo.